# Фелікс Зальтен
Фелікс Зальтен (нім. Felix Salten, до 1911 року — Зиґмунд Зальцман, нім. Siegmund Salzmann, 6 вересня 1869, Пешт, Австро-Угорщина — 8 жовтня 1945, Цюрих, Швейцарія) — австро-угорський письменник-прозаїк, журналіст і критик, широко відомий завдяки своєму роману «Бембі» (Bambi. Eine Lebensgeschichte aus dem Walde), опублікованому у 1923 році.

## Життєпис
Народився в єврейській родині. Його батько був інженером. Незабаром після народження сім'я переїхала до Відня. Спочатку сім'я проживала в міщанському районі Альзерґрунд, потім — в районі Верінг. У віці 16 років Зиґмунд пішов з гімназії і почав працювати в страховому агентстві. Причини останніх фінансових негараздів сім'ї не зовсім ясні. Його батько потім змінив прізвище на Зальтен як асимільований єврей.
15 січня 1889 року Зигмунд опублікував свій перший вірш в журналі «An der Schönen Blauen Donau». У 1890 році в кафе «Грінштайдль» він познайомився з представником спільноти літераторів «Молодий Відень» (Jung-Wien) і завів дружні стосунки з Артуром Шніцлером, Гуґо фон Гофмансталем, Ріхардом Бер-Гофманом, Германом Баром і Карлом Краусом. На відміну від цих авторів він не походив з великої буржуазії і жив на доходи від своїх робіт. Його ранні роботи цього часу описують досвід життя у великому місті. Під час перебування в «Молодому Відні» його творчість належала до імпресіонізму.
У 1938 році емігрував до США, а згодом у Швейцарію.

## Видання творів
"Рядовий" (1899)
"Книга королів" (1905)
"Віденське дворянство" (1905)
"З другого берега" (19080
"Маленька Вероніка" (1910)
"Ольга Фроґемут" (1910)
"Флорентійський пес" (1912)
"Дзвенить дзвоник" (1914)
"Діти радості" (1916)
"Бембі" (1923)
Ця казка про лісових мешканців стала основою всесвітньо відомого мультфільма "Бембі".